# Bor (by)
 For alternative betydninger, se Bor. (Se også artikler, som begynder med Bor)
Bor er en by i Sydsudan, med et indbyggertal (pr. 2007) på cirka 27.600. Byen er hovedstad i delstaten Jonglei, og ligger på breden til Den Hvide Nil, nord for Juba.
6°14′N 31°34′Ø / 6.233°N 31.567°Ø